# THE M
『THE M』（ディ・エム）は、日本テレビで2008年4月22日から同年8月12日まで放送された音楽番組。放送時間は毎週火曜日の21:00 - 21:54（JST）。ハイビジョン制作、字幕放送。

## 概要
レギュラー化以前にも、特別番組として2008年1月2日の23:30 - 24:30にて放送されている。この時は新庄剛志・上戸彩・羽鳥慎一（当時日本テレビアナウンサー）・夏目三久（当時日本テレビアナウンサー）がMCを務めたが、レギュラー化にあたりMCは一新された。
番組開始当初各メディアでは「『歌のトップテン』終了以来18年ぶりのゴールデンタイムの音楽番組」と宣伝されたが、実際にはその間にも『ウタワラ』シリーズやその前身『ミンナのテレビ』、『速報!歌の大辞テン』が音楽バラエティ番組として放映されている。
内容的には、毎回、メインの1組とそれに関係のある数組の歌手、ミュージシャンなどのアーティストをゲストに迎え、バラエティ性を極力排除した内容となっていた。具体的には、出演アーティストの曲目が新曲ではなく、過去のヒット曲を選択することが多いこと（他局の音楽番組では、基本的に出演アーティストの曲目は新曲であることが一般的である）や、本番組の直前に放送されているNHK総合テレビ『NHK歌謡コンサート』の視聴者層（主に中高年層）を取り込むことを意識していたこと等が挙げられる。
しかし、わずか4か月の計15回で終了。その後の歌番組路線は『恋歌〜ラブソングス 紀香とマチャミが贈る愛と別れの名曲ベスト』を経て『誰も知らない泣ける歌』まで続いたが、2009年5月末で終了。それ以降は『日テレ系音楽の祭典 ベストアーティスト』→『THE MUSIC DAY』→『日テレ系音楽の祭典 Premium Music』などの特番を除いてゴールデンタイムにおけるレギュラーの音楽番組を編成していなかったが、2024年4月から15年ぶりに新規の音楽番組として『with MUSIC』が放送されている。

## 出演者

### MC
- 石井竜也
- 酒井法子
- 劇団ひとり
- リリー・フランキー（非常勤）

### ナレーション
- デーブ・フロム
- 広中雅志
- DJナイク…予告スポットも担当。
- 木村匡也

### ゲスト
- 特番：EXILE・徳永英明・大橋卓弥・伊藤由奈
- 第1回：郷ひろみ・DJ OZMA・ゴスペラーズ・樹木希林（4月22日）
- 第2回：平原綾香・加山雄三・島谷ひとみ・吉川晃司（4月29日）
- 第3回：ジェロ・松浦亜弥・The THREE・小林幸子（5月13日）
- 第4回：トータス松本・スガシカオ・SEAMO・AYUSE KOZUE（5月20日）
- 第5回：大澤誉志幸・mihimaru GT・清水翔太・谷村奈南（5月27日）
- 第6回：米米CLUB・Char・マライア・キャリー・はいだしょうこ・ET-KING（6月3日）
- 第7回：山根康広・ET-KING・米米CLUB・大橋卓弥・alan（6月10日）
- 第8回：大友康平・MAX・岡本玲・倖田來未（6月17日）
- 第9回：T.M.Revolution・沢田知可子・ポルノグラフィティ・ゆず（6月24日）
- 第10回：中村雅俊・絢香・JAYWALK・いきものがかり・青山テルマ（7月1日）
- 第11回：渡辺美里・BREAKERZ・Perfume・山崎まさよし（7月15日）
- 第12回：福耳・元ちとせ・秦基博（7月22日）
- 第13回：夏川りみ・高見沢俊彦・東方神起・奥村初音（7月29日）
- 第14回：杏里・鼠先輩・PUFFY・JAYWALK（8月5日）
- 最終回（第15回）：中川翔子・堀内孝雄・藤本美貴（8月12日）

## スタッフ
- 構成：鶴間政行、石塚祐介、藤岡緑、金沢達也
- ブレーン：押阪雅彦
- リサーチ：ジェイキャスト
- 音楽：小田敏文
- TM：古川誠一
- SW：安藤康一、蔦佳樹
- CAM：蔦佳樹、鎌倉和由
- MIX：川合亮
- AUD：大浦政宣
- PA：吉田岳
- VE：田口徹、館野真也
- VTR：高橋卓
- スーパースコーピス：石井伸昭
- モニター：紺野智宏
- 照明：山本智浩、下平好実、河内俊明（共立）
- 技術協力：NiTRO
- 美術協力：日テレアート
- 美術：塚越千恵、高津光一郎
- デザイン：中村桂子
- 編集：ギヴアンドテイク、e-naスタジオ、読売映像
- TK：桜井えみこ
- 音効：佐藤裕二、鈴木勉
- 編成：前田伸一郎→中川学
- 広報：立柗典子
- 制作協力：安寿、Ecompany、オフィス・ケーアール、モスキート
- VTR構成：若林愛美、鈴木浩介
- VTR進行：太田博章
- VTRプロデューサー：林はる佳
- VTR演出：萩原由美
- VTR監修：石田昌浩
- 演出補：下井大祐
- AP：棚橋砂予
- デスク：寺田マユミ、河村雅美
- FM：小笠原豪、錦織信彦、高橋真琴
- ディレクター：吉田一浩、大嶋信夫、藤原耕治、高谷和男、阿部聡、浜村俊郎、有元厚二、上田崇博
- 演出：徳永清孝
- プロデューサー：南波昌人/江成真二、本橋武夫、浪岡厚生、長谷川賢一、安藤優子、村上早苗
- チーフプロデューサー（スタッフロールではチーフ・クリエイターと表記）：土屋泰則→藤井淳
- 製作著作：日テレ